# バトマゾー
バトマゾー（Batma dzoo、漢字表記：巴特瑪璪、生没年不詳）は、清の太宗ホンタイジの側室。元はチャハル部のリンダン・ハーンの妻。モンゴル・ホルチン部の出身。姓はボルジギト（博爾済吉特）氏（Borjigit hala）。

## 生涯
初め、リンダン・ハーンに嫁ぎ、福晋（8人の大福晋の一つ）となった。女子を1人産んだ。
1634年、リンダン・ハーンはチベット遠征に出発し、青海に入ろうとしたが、その途上シャラ・タラの草原で病死した。リンダン・ハーンが不在のモンゴルでは、ホンタイジ率いる後金軍がフヘ・ホトを占領した。同年、バトマゾーは後金に降って、ホンタイジと政略結婚し、側室となった。
崇徳元年（1636年）、衍慶宮淑妃に封ぜられた。順治9年（1652年）10月、皇考康恵淑妃に尊封された。その後、北京で薨去した。

## 女子
- ボルジギト氏（リンダン・ハーンとの娘）